# Kombinat Erdöl-Erdgas

Logo des Kombinatsbetriebs VEB Erdgasförderung Salzwedel

Der VEB Kombinat Erdöl-Erdgas Gommern mit Sitz in Gommern wurde 1960 gegründet und war ein Kombinat auf dem Gebiet der Erdöl- und Erdgaserkundung sowie Förderung in der Deutschen Demokratischen Republik. Das Kombinat unterstand dem Ministerium für Geologie.

## Geschichte
Das Stammwerk war bereits 1950 als VEB Geologische Bohrungen gegründet und 1954 von Leipzig nach Gommern verlegt worden. 1957 erfolgte die Umbenennung in VEB Erdöl-Erdgas Gommern und 1960 – nach der Gründung des Zweigbetriebs in Grimmen – die Umwandlung zum Kombinat.
Die Betriebe des Kombinats explorierten Erdöl- und Erdgasfelder auf dem Gebiet der DDR und beuteten diese aus. Hierzu zählten das Erdgasfeld in der Altmark – eine der größten Erdgaslagerstätten auf dem europäischen Festland – sowie die Erdölfelder bei Reinkenhagen und auf der Insel Usedom. Nach der Wiedervereinigung wurde das Kombinat privatisiert und von der Treuhandanstalt 1994 an Gaz de France verkauft.

## Zugehörige Betriebe
- VEB Erdöl-Erdgas Gommern; (Stammbetrieb)
- VEB Erdöl-Erdgas Grimmen
- VEB Erdöl-Erdgas Mittenwalde; (ab 1973 als VEB Untergrundspeicher Mittenwalde und ab 1984 Stammbetrieb des Kombinats Gasanlagen)[7]
- VEB Erdöl-Erdgas Stendal; (ab 1979 als VEB Geologische Erkundung Stendal zum Kombinat Geologische Forschung und Erkundung Halle)[8]
- VEB Erdgasförderung Salzwedel
- VEB Forschungsinstitut für die Erkundung und Förderung von Erdöl Gommern; (zuständig u.a. für internationale Kooperationen wie das Projekt Petrobaltic 1975–1990)[9]
- VEB Zentrales Reparatur- und Ausrüstungswerk Gommern